# Vitfläckig dvärgspett
Vitfläckig dvärgspett (Picumnus pygmaeus) är en fågel i familjen hackspettar inom ordningen hackspettartade fåglar.

## Utbredning och systematik
Fågeln förekommer enbart i östra Brasilien (från centrala Maranhão och Piauí till södra Bahia och norra Minas Gerais). Den behandlas som monotypisk, det vill säga att den inte delas in i några underarter.

## Status och hot
Arten har ett stort utbredningsområde, men tros minska i antal, dock inte tillräckligt kraftigt för att den ska betraktas som hotad. Internationella naturvårdsunionen IUCN listar arten som livskraftig (LC).